# Amin Anchondo
Amin Anchondo (Chihuahua, Chihuahua, México; 25 de mayo de 1990) es un comunicador, político y empresario mexicano miembro de la Confederación Patronal de la República Mexicana y fue Síndico Municipal por el Municipio de Chihuahua de Chihuahua.

## Biografía
Nació en Chihuahua, Chihuahua, México el 25 de mayo de 1990,  Licenciado en Creación y Desarrollo de Empresas egresado del Tecnológico de Monterrey. Gran parte de su vida profesional la ha dedicado al ramo empresarial.

## Carrera política
En 2021, Amin Anchondo fue postulado como candidato a Síndico Municipal de Chihuahua, por el PAN y Movimiento Ciudadano. En las elecciones constitucionales del 5 de junio resultó victorioso. Tomo protesta al cargo de Síndico el 10 de septiembre de 2018

## Carrera Empresarial
Amin Anchondo fungió como Presidente Nacional de la Comisión de Empresarios Jóvenes de la  Confederación Patronal de la República Mexicana en 2016 - 2018.

## Medios de Comunicación

### Radio
Desde 2015, Amin Anchondo dirige y conduce el programa de radio y televisión de análisis político llamado "Ideas Claras" el cual llevaba por nombre previamente: En corto con Amin Anchondo y Mesa Millenial. Dicho espacio informativo se transmite desde la ciudad de Chihuahua, por el 102.5 FM XHES-FM 

### Televisión
De 2018 al 2021 participó como conductor del programa televisivo "Punto Central" que se transmitió de forma semanal a través de Canal 28 de Chihuahua.

### Periódico Impreso
Desde 2016, participa como columnista de opinión para El Heraldo de Chihuahua 